# Cattleya imperator
Cattleya imperator är en orkidéart som beskrevs av Robert Allen Rolfe. Cattleya imperator ingår i släktet Cattleya och familjen orkidéer. Inga underarter finns listade i Catalogue of Life.